# Глејв
Глејв је оружје које садржи сечиво са једном оштрицом, које се налази на врху мотке. Слична је јапанском оружју нагината, сечиво је причвешћено помоћу шупљине на дршци сечива, сличан систем као секира. Сечиво је обично било дугачко 55 цм на крају мотке која је била дугачка од 180 до 220 цм. Повремено се на друго крају сечива правила кука, како би се могао свући коњаник са коња.